# Rodtang Jitmuangnon
Rodtang Jitmuangnon, pseudonimo di Tinnakorn Srisawat (thailandese: รถถัง จิตรเมืองนนท์; Phatthalung, 23 luglio 1997), è un thaiboxer e kickboxer thailandese.
Combatte nella categoria dei pesi mosca per l'organizzazione singaporiana ONE, nella quale è campione dal 2019. In precedenza è stato campione MAX Muay Thai The Champion nelle 125 libbre e campione dello Stadio Omnoi nella categoria delle 130 libbre. Nonostante la giovanissima età, è considerato uno dei più forti thaiboxer pound for pound al mondo.

## Carriera
Originario della città di Phatthalung, cresce in un contesto povero e inizia a praticare la muay thai all'età di 8 anni per riuscire a guagnagnare denaro per la propria famiglia. All'età di 14 anni si trasferisce a Bangkok per affinare le proprie tecniche di base.
Nell'estate del 2018 viene ingaggiato dalla nota organizzazione singaporiana ONE. A seguito del vittorioso debutto a fine anno contro il surinamese Sergio Wielzen, balza ai vertici della categoria dei pesi mosca superando in successione Fahdi Khaled, Hakim Hamech e Sok Thy. Grazie alla reputazione guadagnata all'interno del ring, viene poi scelto come sfidante al titolo dal giovane campione di categoria Jonathan Haggerty, neoiridato grazie a un successo sul veterano Sam-A Gaiyanghadao. Il 2 agosto 2019, a Manila, i due si sfidano per la cintura: il match è deciso da un atterramento subito dall'inglese alla quarta ripresa, che sposta gli equilibri della gara – avvincente e sino a quel punto mantenutasi a lungo in equilibrio - a favore dell'asiatico; Jitmuangnon ne esce vittorioso per decisione unanime, conquistando il suo primo titolo mondiale in carriera.

## Risultati nella muay thai
| 267 Vittorie, 42 Sconfitte, 10 Pareggi                |           |                              |                                         |                     |                             |       |       |
| Data                                                  | Risultato | Avversario                   | Evento                                  | Luogo               | Modalità                    | Round | Tempo |
| Difende il titolo della muay thai ONE dei pesi mosca. |           |                              |                                         |                     |                             |       |       |
| 07-04-2021                                            | Vittoria  | Danial Williams              | ONE on TNT 1                            | Kallang, Singapore  | Decisione (unanime)         | 3     | 3:00  |
| Difende il titolo della muay thai ONE dei pesi mosca. |           |                              |                                         |                     |                             |       |       |
| 31-07-2020                                            | Vittoria  | Petchdam Petchyindee Academy | ONE Championship 110: No Surrender      | Bangkok, Thailandia | Decisione (non unanime)     | 5     | 3:00  |
| Difende il titolo della muay thai ONE dei pesi mosca. |           |                              |                                         |                     |                             |       |       |
| 10-01-2020                                            | Vittoria  | Jonathan Haggerty            | ONE Championship 106: A New Tomorrow    | Bangkok, Thailandia | KO tecnico (3 atterramenti) | 3     | 2:39  |
| Difende il titolo della muay thai ONE dei pesi mosca. |           |                              |                                         |                     |                             |       |       |
| 13-10-2019                                            | Vittoria  | Walter Goncalves             | ONE Championship 100: Century           | Tokyo, Giappone     | Decisione (non unanime)     | 5     | 3:00  |
| Difende il titolo della muay thai ONE dei pesi mosca. |           |                              |                                         |                     |                             |       |       |
| 02-08-2019                                            | Vittoria  | Jonathan Haggerty            | ONE Championship 99: Dawn of Heroes     | Manila, Filippine   | Decisione (unanime)         | 5     | 3:00  |
| Vince il titolo della muay thai ONE dei pesi mosca.   |           |                              |                                         |                     |                             |       |       |
| 10-05-2019                                            | Vittoria  | Sok Thy                      | ONE Championship 95: Warriors of Light  | Bangkok, Thailandia | KO tecnico (calci bassi)    | 2     | 1:06  |
| 31-03-2019                                            | Vittoria  | Hakim Hamech                 | ONE Championship 92: A New Era          | Tokyo, Giappone     | Decisione (unanime)         | 3     | 3:00  |
| 25-01-2019                                            | Vittoria  | Fahdi Khaled                 | ONE Championship 88: Hero's Ascent      | Manila, Filippine   | Decisione (unanime)         | 3     | 3:00  |
| 22-09-2018                                            | Vittoria  | Sergio Wielzen               | ONE Championship 80: Conquest of Heroes | Giacarta, Indonesia | Decisione (unanime)         | 3     | 3:00  |

## Risultati nella kickboxing
| 1 Vittoria (0 per KO/TKO), 0 Sconfitte |           |                |                                     |                    |                         |       |       |
| Data                                   | Risultato | Avversario     | Evento                              | Luogo              | Modalità                | Round | Tempo |
| 26-02-2021                             | Vittoria  | Tagir Khalilov | ONE Championship 129: Fists of Fury | Kallang, Singapore | Decisione (non unanime) | 3     | 5:00  |